# Metaphenica brocha
Metaphenica brocha är en insektsart som först beskrevs av Van Stalle 1986.  Metaphenica brocha ingår i släktet Metaphenica och familjen Derbidae. Inga underarter finns listade i Catalogue of Life.